# スペックス・パウエル
スペックス・パウエル（Specs Powell、1922年6月5日 - 2007年9月15日）は、スウィング時代に演奏を始めたアメリカのジャズ・ドラマー。

## 略歴
スペックス・パウエルは、1943年にCBSに雇われた最初の黒人スタッフ・ミュージシャンであった。ニューヨークで生まれた彼は、まずピアノを始めたが、1930年代後半にドラマー専門となった。それからエドガー・ヘイズ（1939年）、ベニー・カーター（1941年–1942年）、ベン・ウェブスターと共に演奏。1960年代初頭に『エド・サリヴァン・ショー』でパーカッションを演奏し、1970年代まで専属で活動し続けた。1960年代初頭のある時点で、彼はラテン・パーカッション製作者のマーティン・コーエンと親しくなり、コーエンに彼のための初期の（おそらく最初の）ボンゴ・スタンドを製作してもらった。2004年には、ビッグバンド・ジャズの殿堂に就任した。
パウエルは写真家でもあり、2500枚に及ぶ画像の写真アーカイブは、カリフォルニア州立大学ノースリッジ校のトム・アンド・エセル・ブラッドリー・センターに保存されている。
彼は85歳で腎臓病によりサンディエゴにて亡くなった。

## ディスコグラフィ

### リーダー・アルバム
- 『ムーヴィン・イン』 - Movin' in (1957年、Roulette)
- Specs Powell Presents Big Band Jazz (1961年、Strand)

### 参加アルバム
- レン・バリー : Ups and Downs (1972年、Buddah)
- ビリー・バトラー : Guitar Soul! (1969年、Prestige)
- チャーリー・バード : The Great Byrd (1968年、Columbia)
- エロル・ガーナー : 『ザ・モスト・ハッピー・ピアノ』 - The Most Happy Piano (1957年、Columbia)
- エロル・ガーナー : Encores in Hi Fi (1958年、Columbia)
- チャーリー・ケネディ & チャーリー・ヴェンチュラ : 『ザ・クレイジー・リズムズ』 - Crazy Rhythms (1957年、Regent)
- エスター・マーロウ : Sister Woman (1972年、Fantasy)
- パーシー・メイフィールド : Weakness Is a Thing Called Man (1970年、RCA Victor)
- ムーンドッグ : Moondog 2 (1971年、Columbia)
- ローズ・マーフィ : 『ジャズ、ジョイ・アンド・ハッピネス』 - Jazz, Joy, and Happiness (1962年、United Artists)
- レッド・ノーヴォ、ジーン・クルーパ、チャーリー・ヴェンチュラ、テディ・ウィルソン : Jazz Concert (1956年、Jazztone)
- オスカー・ピーターソン : The Oscar Peterson Trio and the Gerry Mulligan Quartet at Newport (1963年、Verve)
- バーナード・パーディ : 『ソウル・イズ』 - Soul Is... Pretty Purdie (1972年、Flying Dutchman)
- チャック・レイニー : 『ザ・チャック・レイニー・コーリション』 - The Chuck Rainey Coalition (1972年、Skye)
- レイ・レップ : Hear the Cryin (1972年、Myrrh)
- ライトニン・ロッド : 『ハスラーズ・コンヴェンション』 - Hustlers Convention (1973年、Celluloid) ※日本盤はジャラール（ラストポエッツ）名義
- シャーリー・スコット : 『ソウル・ソング』 - Soul Song (1969年、Atlantic)
- チャーリー・シェイヴァース : 『ザ・コンプリート』 - The Complete Charlie Shavers with Maxine Sullivan (1957年、Bethlehem)
- ニーナ・シモン : 『シングス・ザ・ブルース』 - Nina Simone Sings the Blues (1967年、RCA Victor)
- ニーナ・シモン : 『トゥ・ラヴ・サムバディ』 - To Love Somebody (1969年、RCA Victor)
- バート・ソマー : The Road to Travel (1969年、Capitol)
- バート・ソマー : 『インサイド』 - Inside (1970年、Eleuthera)
- カーラ・トーマス : Memphis Queen (1969年、Stax)
- ジョー・トーマス : 『ジョイ・オブ・クッキン』 - Joy of Cookin'  (1972年、Groove Merchant)
- チャーリー・ヴェンチュラ : 『ジャンピング・ウィズ・ヴェンチュラ』 - Jumping with Ventura (1955年、EmArcy)
- チャーリー・ヴェンチュラ : 『イースト・オブ・スエズ』 - East of Suez (1958年、Regent)
- ルーベン・ウィルソン : 『セット・アス・フリー』 - Set Us Free (1971年、Blue Note)
- テディ・ウィルソン : Teddy Wilson All Star Jazz Sextette (1956年、Allegro)
- テディ・ウィルソン : 『テディ・ウィルソン&ジェリー・マリガン&ビル・エヴァンス・アット・ニューポート'57』 - The Teddy Wilson Trio & Gerry Mulligan Quartet with Bob Brookmeyer at Newport (1957年、Verve)